# Kamera telewizyjna

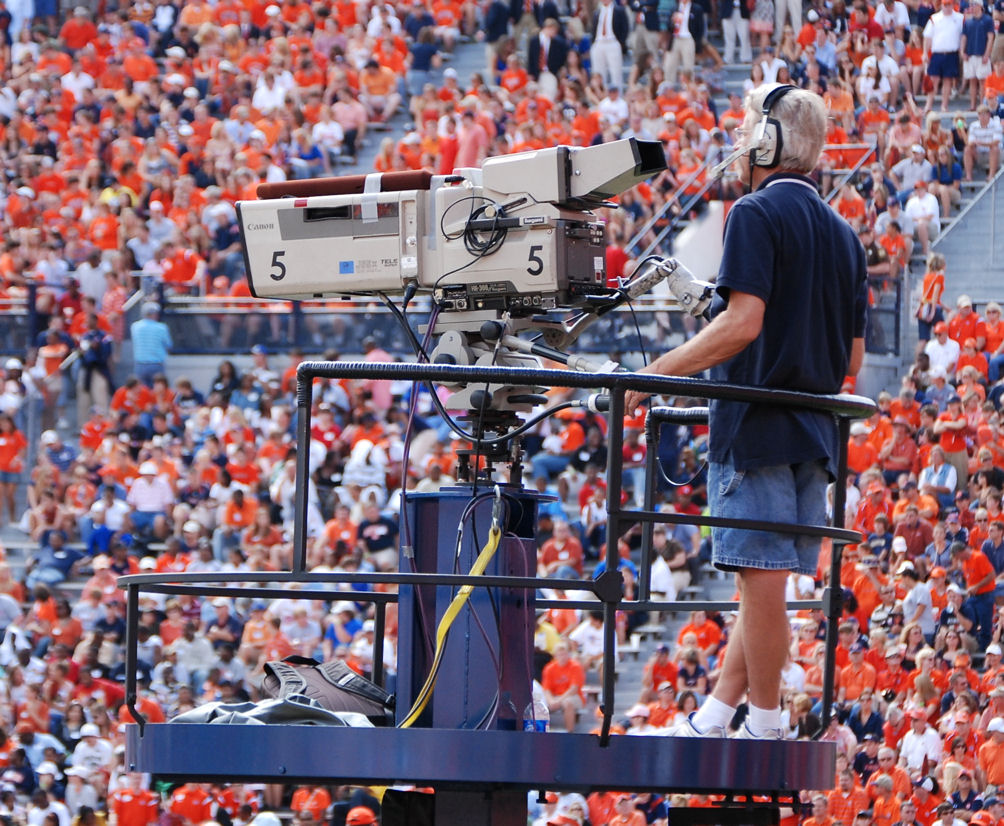
Współczesna kamera wykorzystywana m.in. podczas dużych spotkań typu mecze sportowe czy koncerty

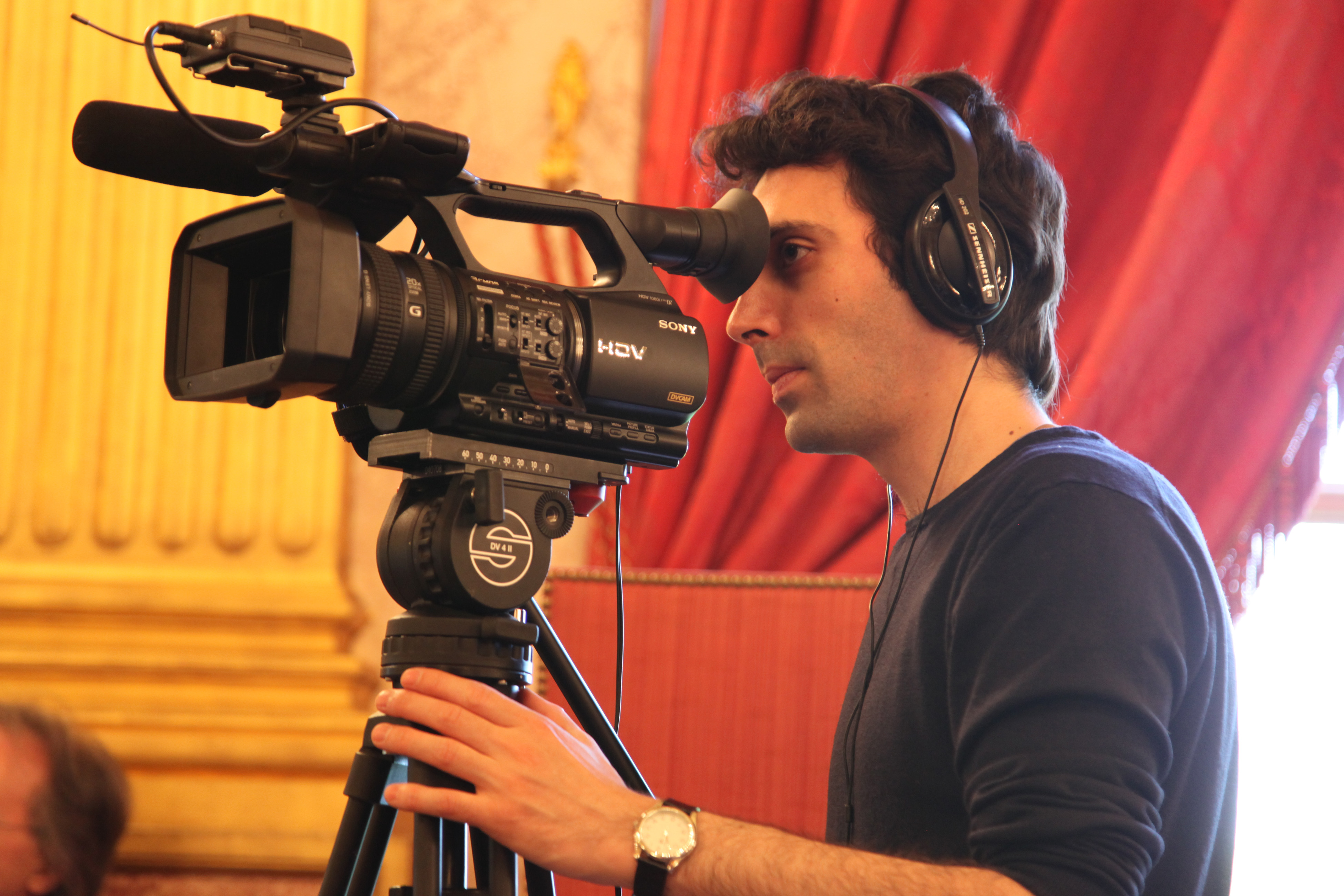
Operator kamery w czasie pracy

Kamera telewizyjna – urządzenie służące do zapisu wideo informacji o jakości emisyjnej zarówno w realizacjach reporterskich jak i studyjnych. Klasyczne studyjne kamery telewizyjne przesyłają materiał w postaci zakodowanego sygnału elektrycznego do rejestratorów, gdzie jest on dopiero zapisywany. Kamery reporterskie, wyposażone we własne, wbudowane rejestratory, to kamkordery.
Najbardziej rozpowszechnionym formatem zapisu wideo informacji w analogowych kamerach telewizyjnych jest Betacam i jego ulepszona wersja BETACAM SP. Dziś kamery te są wypierane przez rejestratory cyfrowe: BETACAM SX oraz DIGITAL BETACAM. Absolutną nowością są kamery 3D wprowadzone w 2010 przez firmy Panasonic i SONY.

## Historia
Pierwszą stosowaną w praktyce kamerę telewizyjną (ikonoskop) skonstruował w 1930 Amerykanin rosyjskiego pochodzenia Władimir Kosma Zworykin. Była to kamera z jedną lampą analizującą, rejestrująca obraz monochromatyczny (jednokolorowy).